# Filip Prokopyszyn
Filip Prokopyszyn (Zielona Góra, 10 augustus 2000) is een Poolse weg- en baanwielrenner.

## Carrière
Prokopyszyn nam in 2019 deel aan de Europese Spelen in Minsk hij behaalde daar een tweede plaats op de scratch. In hetzelfde jaar behaalde hij een derde plaats op de afvalkoers tijdens de Europese kampioenschappen baanwielrennen in Apeldoorn.

## Palmares

### Baanwielrennen
| Jaar    | PK                                                              | EK                                  | WK                    | Overig                     |
| Junior  | Junior                                                          | Junior                              | Junior                | Junior                     |
| ------- | --------------------------------------------------------------- | ----------------------------------- | --------------------- | -------------------------- |
| 2017    |                                                                 | scratch                             | scratch               |                            |
| 2018    |                                                                 | scratch · 1km tijdrit · koppelkoers | scratch · puntenkoers |                            |
| Belofte |                                                                 |                                     |                       |                            |
| 2019    | teamsprint · koppelkoers                                        |                                     |                       |                            |
| 2020    |                                                                 | koppelkoers                         |                       |                            |
| 2021    |                                                                 |                                     |                       |                            |
| 2022    |                                                                 | afvalkoers                          |                       |                            |
| Elite   |                                                                 |                                     |                       |                            |
| 2018    | omnium                                                          |                                     |                       |                            |
| 2019    | koppelkoers · afvalkoers · omnium · achtervolging · puntenkoers | afvalkoers                          |                       | Europese Spelen: · scratch |
| 2020    | afvalkoers · scratch                                            |                                     |                       |                            |
| 2021    |                                                                 |                                     |                       |                            |
| 2022    | afvalkoers · koppelkoers                                        |                                     |                       |                            |
| 2023    | koppelkoers                                                     |                                     |                       |                            |